# Calathea regalis
Calathea regalis là một loài thực vật có hoa trong họ Marantaceae. Loài này được (Rollison ex Lem.) H.A.Kenn. mô tả khoa học đầu tiên năm 1995.